# Abdullahi Ahmed An-Na'im
Abdullahi Ahmed An-Na'im (geboren 1946 in Anglo-Ägyptischer Sudan) ist ein sudanesisch-US-amerikanischer Rechtswissenschaftler.

## Leben
Abdullahi Ahmed An-Na'im (ʿAbdallāh Aḥmad an-Naʿīm) studierte Rechtswissenschaft an der Universität Khartum (B.A. 1970) und danach an der Cambridge University (M.A. 1973; LL.M. 1973) und wurde 1976 an der Universität Edinburgh promoviert.
An-Na'im lehrte ab 1975 Rechtswissenschaft zunächst als Lecturer und dann als Associate Professor in Khartum und ging 1985 als Gastprofessor an die University of California, Los Angeles in die USA.  Von 1988 bis 1991 war er Rechtsprofessor an der University of Saskatchewan. 1991/92 hatte er eine Gastprofessur an der Universität Upsala, 1992/93 forschte er mit einem Stipendium der Ford Foundation in Kairo und arbeitete von 1993 bis 1995 bei Human Rights Watch in Washington, D.C. 1995 wurde er Professor für internationales Recht, islamisches Recht und Menschenrechte an der Emory University.
An-Na'im erhielt die amerikanische Staatsbürgerschaft und behielt daneben die sudanesische.
An-Na'im wurde 1999 mit dem niederländischen Dr. J.P. van Praag-prijs ausgezeichnet.

## Schriften (Auswahl)
- The Legitimacy of Constitution-Making Processes in the Arab World: An Islamic Perspective, in: Rainer Grote, Tilmann Röder, Ali El-Haj (Hrsg.): Constitutionalism, Human Rights and Islam after the Arab Spring. Oxford : OUP, 2016, 29–42.
- Muslims and Global Justice. Philadelphia : University of Pennsylvania Press, 2010
- Scharia und säkularer Staat im Nahen Osten und Europa = Schari'a and the secular State in the Middle East and Europe, in: Dieter Grimm (Hrsg.): Europa im Nahen Osten – Der Nahe Osten in Europa. Berlin : Berlin-Brandenburgische Akademie der Wissenschaften, 2009 ISBN 978-3-934045-12-5
- Islam and the Secular State: Negotiating the Future of Shari'a. Cambridge : Harvard University Press, 2008
- African Constitutionalism and the Contingent Role of Islam. Philadelphia : University of Pennsylvania Press, 2006
- Toward an Islamic Reformation: Civil Liberties, Human Rights and International Law. Syracuse : Syracuse University Press, 1990
- Sudanesisches Strafrecht. Omdurman: Huriya, 1985 (arab.)